# Arcidiocesi di Roina
L'arcidiocesi di Roina (in latino: Archidioecesis Rhoinensis) è una sede soppressa del patriarcato di Costantinopoli e una sede titolare della Chiesa cattolica.

## Storia
Roina, identificabile con Sutanhan nell'odierna Turchia, è un'antica sede arcivescovile autocefala della provincia romana della Licaonia nella diocesi civile di Asia e nel patriarcato di Costantinopoli.
La sede è documentata nelle Notitiae Episcopatuum del patriarcato di Costantinopoli fino al XIV secolo, inizialmente come suffraganea dell'arcidiocesi di Iconio e in seguito come arcidiocesi dipendente direttamente dal patriarca. Il nome appare nelle Notitiae sotto forme diverse: Rhoinoi, Rhoinai, Rhena, Rhoine, Rhine, Eroine. Nella prima Notitia, databile al VII secolo, la sede di Roina è identificata con quella di Pirgo.
Di questa antica sede, sconosciuta all'opera Oriens christianus di Michel Le Quien, si conoscono due vescovi. Il nome di «Marino vescovo di Roina» si trova su un sigillo datato al VII secolo. Andronico prese parte al sinodo patriarcale del 1032 e sottoscrisse la lettera sinodale contro l'eresia giacobita.
Dal 1933 Roina è annoverata tra le sedi arcivescovili titolari della Chiesa cattolica; la sede è vacante dal 10 novembre 1968. Il suo ultimo titolare è stato il gesuita Ferdinand Périer, già arcivescovo di Calcutta.

## Cronotassi

### Arcivescovi greci
- Marino † (VII secolo)
- Andronico † (menzionato nel 1032)

### Arcivescovi titolari
- Juan Landázuri Ricketts, O.F.M. † (18 maggio 1952 - 2 maggio 1955 nominato arcivescovo di Lima)
- Giuseppe De Nicola † (6 settembre 1955 - 16 maggio 1958 deceduto)
- Oscar de Oliveira † (31 gennaio 1959 - 25 aprile 1960 succeduto arcivescovo di Mariana)
- Ferdinand Périer, S.I. † (12 agosto 1960 - 10 novembre 1968 deceduto)